# Lipnica Murowana
Lipnica Murowana [lipˈɲit͡sa murɔˈvana] là một ngôi làng ở miền nam Ba Lan. Nó nằm khoảng 16 kilômét (10 mi) phía đông nam Bochnia và 48 km (30 mi) về phía đông nam của thủ đô Kraków. Đó là trụ sở của quận có tên Gmina Lipnica Murowana, thuộc quận Bochnia.
Ngôi làng là nơi tọa lạc của nhà thờ Saint Leonard, được xây dựng vào cuối thế kỷ 15. Đây là một trong sáu nhà thờ gỗ của miền Nam nhỏ Ba Lan, trên UNESCO danh sách Di sản thế giới từ năm 2003.

## Tên gọi
Lipnica được nhắc đến lần đầu tiên vào những năm 1320, khi tên của nó được đánh vần là Lypnycza. Trong một tài liệu năm 1327, nó được gọi là Villa Conradi, trong khi vào năm 1342, tên của nó được trình bày với tên là Lip Lipnik. Trong một tài liệu tòa án từ năm 1445, thị trấn được gọi là Lipnicza murata, trong khi vào năm 1588, Vua Zygmunt III Waza đã chính thức đặt tên cho nó là adaseas Murata Lipnicensis. Từ thế kỷ 18, hình thức tên Ba Lan được sử dụng: Lipnica Murowana hoặc chỉ Lipnica.

## Lịch sử
Lipnica Murowana nằm dọc theo thung lũng sông Uszwica, giữa những ngọn đồi của đảo Beskids. Các khu định cư Slav đầu tiên ở đây có từ thời Trung cổ, và theo các tài liệu của giáo xứ từ năm 1781, nhà thờ Công giáo La Mã đầu tiên được thành lập tại đây vào năm 1141, nhưng điều này chưa được xác nhận bởi bất kỳ nguồn nào khác.
Người ta không biết khi nào Lipnica hay Lipnik, như đã được gọi, đã được cấp quyền Magdeburg. Nhiều khả năng điều này đã xảy ra vào năm 1319 hoặc 1326, dưới triều đại của Wladyslaw Lokietek. By 1326, Lipnik đã có một Schultheiss tên Konrad, và một trung cổ điển kế hoạch lưới điện, với một hình vuông và thị trường tòa thị chính. Vào thời điểm đó, khu vực của Lipnik là ứng dụng. 2500 ha. Thị trấn được bảo vệ bởi một thành lũy và một con hào, vào thế kỷ 15, nó có một hội đồng, đứng đầu là một vogt. Lipnica được phép có hai hội chợ một năm, nhưng vào năm 1684, vua Jan III Sobieski đã cho phép thêm hai hội chợ. Thị trấn phát triển thịnh vượng nhờ vị trí của nó dọc theo tuyến đường buôn bán sầm uất từ Krakow đến Hungary. Vào thế kỷ 16, đây là thị trấn lớn thứ 19 của tỉnh Lesser Ba Lan, mặc dù đã bị thiêu rụi trong trận hỏa hoạn năm 1520.
Thời kỳ thịnh vượng của Lipnica kết thúc vào những năm 1650, khi, trong cuộc xâm lược thảm khốc của Thụy Điển ở Ba Lan, thị trấn đã bị người Thụy Điển và Transilvani chiếm giữ và đốt cháy. Lipnica chưa bao giờ hồi phục sau sự hủy diệt, và dần mất đi tầm quan trọng của nó. Sau phân vùng đầu tiên của Ba Lan (1772), Lipnica bị Đế chế Habsburg thôn tính và ở lại Galicia của Áo cho đến năm 1918. Trong thời kỳ cai trị của Áo, Lipnica tiếp tục từ chối và người dân sống trong cảnh nghèo đói lan rộng.
Trong những tháng đầu của Thế chiến thứ nhất, khu vực Lipnica đã chứng kiến cuộc giao tranh dữ dội giữa quân đội Nga và Áo-Hung (xem Trận Galicia). Thị trấn đã bị phá hủy, và sau khi tiền tuyến di chuyển về phía đông, cư dân địa phương chết đói. Năm 1918, Lipnica trở thành một phần của Krakow Voivodeship, Cộng hòa Ba Lan thứ hai. Vào ngày 1 tháng 7 năm 1934, nó bị mất điều lệ thị trấn và thị trưởng được thay thế bằng tiếng nói.